# وولودیمیر پریموف
وولودیمیر پریموف (اوکراینی: Володимир Володимирович Прийомов؛ زادهٔ ۲ ژانویهٔ ۱۹۸۶) یک بازیکن فوتبال اهل اوکراین است.
از باشگاه‌هایی که در آن بازی کرده‌است می‌توان به کریفباس کریفیی ریه، شاختار دونتسک، چورنومورتس اودسا، متالورگ دونتسک، باشگاه فوتبال انرژی کوتبوس، چورنومورتس اودسا و متالیست خارکوف و باشگاه فوتبال پرسپولیس تهران اشاره کرد.